# Siegmund von Herberstein
Zikmund z Herbersteinu (německy Siegmund von Herberstein, 23. srpna 1486, Wippach, nyní Vipava – 28. března 1566, Vídeň) byl rakouský šlechtic ze štýrského rodu Herbersteinů. Byl věhlasným diplomatem v habsburských službách. Později se proslavil sepsáním práce o moskevském státě, vydané pod názvem Rerum Moscoviticarum commentarii („Zápisky o moskevských záležitostech“), v níž zúročil své dva diplomatické pobyty na Rusi.

## Mládí a počátky diplomatické kariéry
Herberstein pocházel ze zchudlé větve starobylého štýrského rodu. Narodil se v kraňském Wippachu (na území dnešního Slovinska) a ve zdejším kraji, osídleném početným slovanským obyvatelstvem, prožil svoje dětství. Když přišel jako třináctiletý na Vídeňskou univerzitu, ovládal velmi dobře slovanský jazyk, a stal se proto terčem posměšků svých německých vrstevníků, kteří ho hanlivě nazývali sclaf („Slovan“). Roku 1502 získal bakalářskou hodnost a rozhodl se pro vojenskou kariéru. Mnoho let bojoval v řadách císařského vojska proti Uhrům a Benátčanům a byl za to pasován samotným Maximiliánem I. na rytíře. Roku 1516 se třicetiletý Herberstein stal členem dvorské rady a vzápětí nato byl pověřen misí na dánský královský dvůr, která se týkala rodinných záležitostí Habsburků. Přestože nedosáhl požadovaného výsledku, diplomatické umění, které projevil, učinilo velký dojem. Po několikaměsíčním pobytu ve Vídni mu císař svěřil misi do Moskovie, na níž mu velmi záleželo.

## Rerum Moscoviticarum commentarii
Zkušeností, které získal během pobytů na Rusi, využil Herberstein pro napsání rozsáhlé práce Rerum Moscoviticarum commentarii. V ní jako první uvedl v širší známost v západní Evropě rozsáhlé poznatky o poměrech v moskevském státě, se kterými se seznámil osobně. Herbersteinovo dílo bylo několikrát vydáno ještě za jeho života. Poprvé roku 1549 ve Vídni, vzápětí nato roku 1550 v Benátkách, dále několikrát v Basileji, roku 1557 znovu ve Vídni a v Antverpách, roku 1560 ve Frankfurtu nad Mohanem a v roce 1567 také v německém překladu v Praze. Dílo vzbudilo pozornost nejen v západoevropských zemích, ale také přímo na Rusi samé a později se stalo důležitým pramenem pro poznání ruských dějin.
Rerum Moscoviticarum commentarii jsou na svou dobu výjimečné. Ucelená, obsažná a téměř vyčerpávající práce se věnuje širokému okruhu témat. Čtenář se v ní může dočíst o geografických poměrech ruského státu, politice, historii, náboženských poměrech, způsobu života obyvatel, obyčejích a mravech ruské společnosti na počátku 16. století. Velký význam pro koncipování takto pojatého díla měla Herbersteinova znalost slovanského jazyka a jeho schopnost rozmlouvat rusky a číst ruské texty v originále.
Své poznatky čerpal Herberstein z mnoha zdrojů. Vedle osobních prožitků to byla četba ruských písemností, například letopisů, které sám označuje jako „Annales russes“ („ruské letopisy“), ale přesněji nespecifikuje. Dále se podle všeho seznámil také s textem Suděbniku, důležitého zákoníku vydaného roku 1497 Ivanem III., a životy ruských svatých. K těmto písemnostem získal přístup nejspíše díky přátelství s moskevským metropolitou Daniilem. Osobní styky s hlavou ruské pravoslavné církve mohly být také jedním z důvodů, proč Herberstein zařadil do své práce velké množství poznatků o ruské pravoslavné církvi. Podklady pro vyprávění o událostech počátku 16. století čerpal nejspíše ze svědectví očitých svědků nebo dokonce přímých účastníků.
Osobně získané poznatky Herberstein konfrontoval s informacemi, dostupnými v západní Evropě. Kartografické materiály Mikuláše Kusánského a Antonia Vida využil pro vytvoření vlastní mapy Rusi, která mnohem více odpovídala realitě. Znal práce svých současníků, Itala Alberta Campenseho a Paula Iovia a také vídeňského biskupa Johanna Fabriho a polského učence Macieje z Miechowa. Společným jmenovatem těchto prací byla však skutečnost, že jejich autoři nikdy na Rusi nebyli a svoje informace získali pouze zprostředkovaně.
Rozsah Herbersteinova díla a především jeho kritický přístup k získaným poznatkům činí z jeho Zápisků jeden z nejobjektivnějších západoevropských pramenů, zabývajících se Rusí na přelomu 15. a 16. století. Jsou napsány věcně a bez předsudků, od kterých se nedokázali oprostit někteří pozdější autoři v důsledku pocitu kulturní výjimečnosti a nadřazenosti Západoevropanů nad ruským prostředím. Nelze však zapomínat, že Herberstein byl především diplomatem, to znamená úředníkem, jehož úkolem bylo hájit zájmy habsburských panovníků. Je proto logické, že jeho tón objektivního a nestranného pozorovatele občas zastoupí pohled diplomata, který se musí vypořádat s tvrdohlavou neústupností Rusů, kteří za každou cenu prosazují pouze vlastní zájmy. To však nemění nic na skutečnosti, že Rerum moscoviticarum commentarii jsou jako celek dílem zkušeného a s ruskými reáliemi dobře seznámeného pozorovatele, jehož hlavním cílem bylo předložit veřejnosti ucelený obraz skutečnosti bez příkras či zatemnění.

### Prameny
- SELBSTBIOGRAPHIE SIEGMUNDS FREIHERRN VON HERBERSTEIN 1486 -1553, in: Fontes rerum austriacarum I.I., ed. Karajan, T.G. von, Wien 1855
- HERBERSTEIN, S. von, Das alte Rußland, ed. Steinen, von den, W., Zürich 1985.
- SIGISMUND GERBERŠTEJN, Zapiski o Moskovii, ed. Choroškevič, A.L., Moskva 2008.